# Sanchobueno
Sanchobueno es una entidad de población española del municipio de Aldehuela de la Bóveda, perteneciente a la provincia de Salamanca, en la comunidad autónoma de Castilla y León.

## Toponimia
El lugar puede aparecer referido como «Sanchobueno» y «Sancho Bueno».

## Historia
Hacia mediados del siglo XIX, el lugar, una alquería ya por entonces perteneciente a Aldehuela de la Bóveda, tenía contabilizada una población de diecisiete habitantes. Aparece descrito en el decimotercer volumen del Diccionario geográfico-estadístico-histórico de España y sus posesiones de Ultramar de Pascual Madoz con las siguientes palabras:

SANCHO BUENO: alq. en la prov. de Salamanca, part. jud. de Ledesma, térm. municipal de Aldehuela de Bóveda. pobl.: 4 vec., 17 almas.
(Madoz, 1849, p. 729)

En 2023, la entidad singular de población no tenía empadronado ningún habitante.